# Kokoriko
Kokoriko es una cadena de restaurantes colombiana fundada en la ciudad de Bogotá en 1969.

## Historia

### Fundación e inicios
La empresa fue fundada en la ciudad de Bogotá el 9 de agosto de 1969 con una carta compuesta por seis productos. Luego de algunos años se abrieron varios locales en la capital y en 1983 iniciaron un proceso de diversificación de productos, incorporando las comidas rápidas en su menú. En 1987 la compañía efectuó la primera inversión importante al adquirir un porcentaje accionario de la sociedad Diners Club S.A., iniciando de esta forma un modelo de franquicias con el fin de ampliar su presencia en el territorio nacional.

### Consolidación y actualidad
En 1990 Kokoriko finalizó la construcción de su sede administrativa y de una nueva planta de producción, seguida de la adquisición de equipos europeos y estadounidenses para su cadena productiva. En ese momento la compañía ya contaba con presencia en gran parte del territorio colombiano y en 1995 su gerente general Luis Carlos Robayo anunció planes de expansión internacional. En 1998 la cadena acumulaba 111 puntos de venta en Colombia. Para mediados de la década de 2010 existían en promedio 130 locales de Kokoriko en el país, según Juan Carlos Paba, gerente del Grupo Conboca, encargado de la marca a comienzos de la década. En la actualidad la compañía es manejada por el Grupo Iga, el cual reúne otras marcas como Helados Mimos y Andrés D.C.

## Locales
En 2020 contaba con 78 locales a nivel nacional distribuidos de la siguiente manera:
| Departamento    | Locales |
| --------------- | ------- |
| Bogotá          | 30      |
| Antioquia       | 16      |
| Valle del Cauca | 12      |
| Bolívar         | 4       |
| Risaralda       | 3       |
| Quindío         | 2       |
| Meta            | 2       |
| Tolima          | 2       |
| Magdalena       | 2       |
| Cundinamarca    | 2       |
| Atlántico       | 1       |
| Caldas          | 1       |
| Casanare        | 1       |